# Tapirer
Tapirer (Tapiridae) är en familj i ordningen uddatåiga hovdjur. Idag finns fem (varav en upptäcktes 2013) arter kvar som alla brukar föras till samma släkte, Tapirus.

## Kännetecken
Tapirer är de största ursprungliga djuren i Sydamerika och numera hotas alla fem arter (även den asiatiska) av utrotning om än på sikt. Tapirer liknar svindjur i utseende med sin cirka 35 cm långa snabel som den gillar att vädra med samtidigt som den spärrar upp ögonen. Däremot är de inte nära släkt med svindjuren utan med hästar och noshörningar. Tapirer är mellan 130 och 250 cm långa och väger mellan 110 och 320 kg. Pälsen hos de amerikanska arterna har en brunaktig färg och den asiatiska arten har en påfallande svart-vit mönstring. Svansen är bara en 5 till 13 centimeter lång stump och mankhöjden ligger mellan 75 och 120 centimeter.
Tapirernas kropp är spetsig vid nosen och avrundad vid stjärten, vilket underlättar rörligheten i täta skogar. Extremiteterna är jämförelsevis korta och smala. Som hos alla uddatåiga hovdjur går fotens symmetriaxel genom den tredje tån som även är den största. Tapirer har fyra tår vid de främre extremiteterna men bara tre är väl utvecklade. Vid de bakre extremiteterna finns endast tre tår.
Näsan och överläppen är sammanvuxen till ett slags snabel som används för att plocka löv. Hos de amerikanska arterna är snabeln större än hos schabraktapiren. Alla har små ögon och ovala öron som inte är särskilt rörliga. Arternas tandformel är 3/3 1/1 4/3-4 3/3, alltså sammanräknat 42 till 44 tänder. Tapirernas framtänder liknar en mejsel och hörntänderna är konformade. Mellan hörntänder och kindtänder finns en lucka (diastema). Molarer och premolarer liknar varandra och är anpassade till den vegetabiliska födan.

## Utbredning och habitat
Tapirerna lever främst i regnskogen där de brukar simma omkring och äta vattenväxter. Schabraktapiren (Tapirus indicus) lever i Asiens regnskogar och förekommer där från Myanmar över Malackahalvön till Sumatra. De övriga fyra arterna – låglandstapir (Tapirus terrestris), bergstapir (Tapirus pinchaque), kabomanitapiren (Tapirus kabomani, det första nyupptäckta uddatåiga hovdjuret på över 100 år) och centralamerikansk tapir (Tapirus bairdii) finns i Syd- och Centralamerika, från södra Mexiko till södra Brasilien och norra Argentina.
Tapirer lever alltid i närheten av vattenansamlingar och förekommer från havsnivån till 4 500 meter över havet.

## Ekologi
Tapirerna vilar på dagen gömda i tät vegetation och letar på natten efter föda. De har bra förmåga att simma och dyka. Även hörseln och luktsinnet är bra utvecklade. De är rätt så skygga djur och brukar ta skydd i vattnet vid fara. Finns inget vatten som skydd tar de till flykten eller försvarar sig med bett.
Varje individ lever ensam och när två exemplar träffas är de oftast aggressiva mot varandra. Bara under parningstiden träffas hannar och honor under kort tid.

### Föda
Tapirer är växtätare och har främst mjuka växter som föda. De äter bland annat löv, vattenväxter, knoppar, unga kvistar och frukter. I jordbruksområden kan de vara skadedjur på majs och spannmål. Med hjälp av den långa tungan kan de även plocka löv från kvistar med taggar.

### Fortplantning

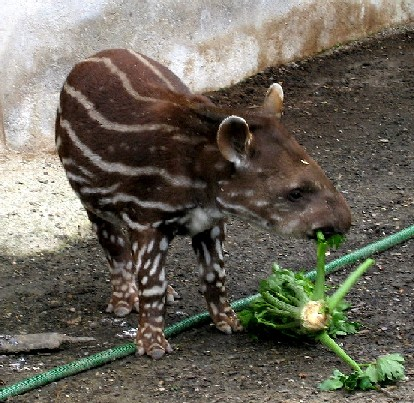
Ungdjur av låglandstapir

Efter dräktigheten som varar i lite över ett år (390 till 410 dagar) föder honan vanligen en enda unge. Nyfödda tapirer har hos alla arter liknande utseende. Deras päls har en rödbrun grundfärg och sedan finns många ljusbruna till vita längsgående strimmor som ibland är upplösta i fläckar. Ungen stannar de första veckorna i ett gömställe i undervegetationen och följer sedan modern. Självständigheten uppnås efter ungefär två år.
Efter cirka ett halvt år försvinner pälsens mönster stegvis och efter ett år har ungdjur liknande utseende som vuxna individer. Vid denna tidpunkt slutar honan att ge di och sedan blir ungdjuret bortjagat. Efter tre till fyra år är ungarna könsmogna. Tapirer blir ungefär 30 år gamla.

### Naturliga fiender
I naturen är stora kattdjur som puma och jaguar samt björnar, krokodiler och stora ormar tapirernas fiender. Det största hotet är dock människan.

## Tapirer och människan
I vissa regioner jagas dessa djur för köttets och hudens skull men det finns även grupper av indianer som inte jagar tapirer på grund av sin religiösa inställning. Idag är förstöringen av levnadsområdet det största hotet mot dessa djur och därför minskar beståndet fortfarande. IUCN listar bergstapir, schabraktapir och centralamerikansk tapir som starkt hotade (endangered) och låglandstapir som sårbar (vulnerable).
I vissa delar av Malaysia finns det varningsskyltar med tapir på längs med stora vägar som varnar för att schabraktapirer regelbundet korsar bilvägarna.

## Systematik och evolution
Tapirernas närmaste släktingar finns i familjen noshörningar. Dessa två grupper och familjen hästdjur bildar ordningen uddatåiga hovdjur som i sin tur tillhör överordningen Laurasiatheria.
I jämförelse med andra däggdjur är tapirer en ganska gammal djurgrupp. De äldsta kända fossilen är från eocen och hittades i Nordamerika. Under oligocen fanns djurgruppen med släktet Protapirus även i Europa. Dagens släkte Tapirus uppkom under miocen. Tapirer nådde Sydamerika som idag är gruppens huvudsakliga utbredningsområde ganska sent, det vill säga under pleistocen. Samtidigt fanns släktet Megatapirus i östra Asien som var lika stora som stora hästar och som är den största kända tapiren. Idag finns bara fem arter kvar.

### Arter
Släktets arter enligt IUCN:
- Schabraktapir (Tapirus indicus), förs ibland till det egna släktet Acrocodia och får då det vetenskapliga namnet Acrocodia indica.
- Låglandstapir (Tapirus terrestris)
- Kabomanitapir (Tapirus kabomani), delar habitat med ovanstående[1], godkänns inte av IUCN
- Bergstapir (Tapirus pinchaque)
- Centralamerikansk tapir (Tapirus bairdii)